# Ce 6/8 II
Ce 6/8 II – szwajcarska lokomotywa elektryczna zwana krokodylem produkowana w latach 1919–1922 dla Gotthardbahn. Niektóre lokomotywy były eksploatowane przez koleje austriackie. Jeden egzemplarz z numerem 14 253 jest czynnym elektrowozem muzealnym.